# شوساکو هیراساوا
شوساکو هیراساوا (به انگلیسی: Shusaku Hirasawa) بازیکن فوتبال اهل ژاپن و عضو تیم ملی فوتبال ژاپن است که در تاریخ ۰۴ اوت ۱۹۷۲ میلادی اولین بازی ملی‌اش را انجام داد. او در ۱۱ بازی ملی حضور داشت و آخرین بازی ملی خود را در تاریخ ۲۸ سپتامبر ۱۹۷۴ میلادی انجام داد. شوساکو هیراساوا در بازی‌های ملی‌اش
۱ گل به ثمر رساند.